# Pozycja ćwierćlotosu
Pozycja ćwierćlotosu – to pozycja wykorzystywana do medytacji. Lewa lub prawa stopa znajduje się na udzie. Podeszwa stopy znajdującej się na udzie skierowana jest do góry. Kręgosłup i plecy są wyprostowane. Pozycja ćwierćlotosu często jest mylona z pozycją półlotosu, gdyż różnią się one od siebie jedynie stopniem nachylenia stóp.